# Baltická dohoda

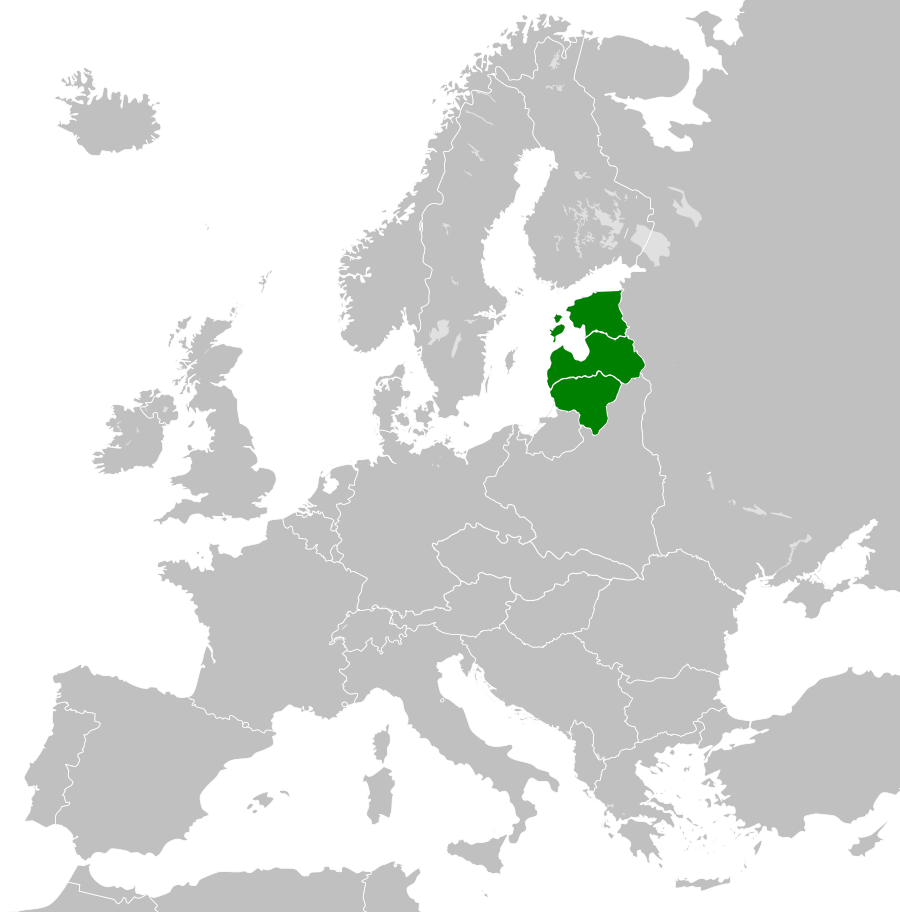
Signatáři Baltické dohody na mapě meziválečné Evropy

Baltická dohoda bylo spojenectví pobaltských států, tedy Litvy, Lotyšska a Estonska, jež vzniklo na základě smlouvy podepsané 12. září 1934 v Ženevě ("Smlouva o porozumění a spolupráci"). Hlavním cílem užší spolupráce byla vzájemná podpora v zahraničně-politické oblasti, ba ustavení jednotné zahraniční politiky - proto byly zavedeny pravidelné půlroční konference ministrů zahraničí všech tří zemí. Snahou bylo též vystupovat na mezinárodním fóru jako blok, a tím posílit hlas každého ze tří menších států - proto baltské státy vysílaly jediného a společného delegáta na mezinárodní konference nebo na zasedání Společnosti národů. Součástí bylo i vyhlášení a zdůraznění neutrality všech tří států. Vedlejším produktem byla užší kulturní spolupráce (např. pořádání sportovních Baltických týdnů). Toto alianční a diplomatické úsilí bylo ale nakonec neúspěšné, protože nacistické Německo a komunistický Sovětský svaz uzavřely pakt Molotov-Ribbentrop, kde se v tajném dodatku dohodly na pohlcení celého Pobaltí a jeho zařazení do sovětské "sféry vlivu". V červnu 1940 tak byly všechny tři země napadeny a okupovány Sovětským svazem a v srpnu 1940 k němu byly formálně připojeny.

## Kontext
O pevnější geopolitické alianci tří pobaltských zemí se uvažovalo již po roce 1918, kdy všechny tři státy vznikly, a to velmi podobným způsobem - musely svou nezávislost uhájit v osvobozeneckých válkách se sovětským Ruskem, přičemž si během bojů nejednou vzájemně pomáhaly. Po uklidnění bojů a mezinárodním uznání tří nových států se však ukázalo, že dohodnout se na společné mezinárodně-politické strategii bude obtížné. Nejprve ztroskotaly pokusy o vytvoření širšího obranného bloku Pobaltí s Polskem a Finskem, zejména kvůli územním sporům mezi Litvou a Polskem. Litva se však poté zdráhala jít i do pevnější čistě pobaltské aliance. Její strategie byla totiž jiná než lotyšská a estonská. Zatímco Lotyšsko a Estonsko považovaly Německo a Sovětský svaz za primární nebezpečí, Litva počítala více s Polskem jako potenciálním ohrožením, a kvůli tomu hledala možnosti spojenectví s Němci a Sověty. V roce 1934 se však změnila situace, když Poláci podepsali pakt o neútočení nejprve se Sovětským svazem a záhy i s Německem. Bylo zřejmé, že Litva výsadnější vztahy s těmito velmocemi nezíská, a že její strategie tak selhala. To otevřelo cestu k baltické alianci.

## Slabiny
Ke sporným rysům dohody patřilo, že odmítala vojenskou kooperaci pobaltských států, neboť bazírovala na jejich neutralitě, která měla celou oblast chránit před zatažením do vojenského konfliktu. Na této strategii baltická dohoda setrvávala i v době, kdy už bylo jasné, že idea neutrality je překonaná a totalitní mocnosti Německa a Ruska ji nebudou respektovat. Idea neutrality také znemožňovala, aby se baltická dohoda pokusila o navázání užší spolupráce s některou nesousední mocností, která by garantovala bezpečnost Pobaltí (jakkoli případ Československa brzy ukázal, že takovýmto strategiím doba nepřeje a podobné záruky mohou být bezpředmětné). Baltická dohoda také nedokázala navázat zásadnější ekonomickou spolupráci tří signatářských zemí. Další slabinou byla nejasná definice společného nepřítele a společného cíle. První reálnou ranou pro baltickou dohodu byla polsko-litevská krize z roku 1938, která vznikla v důsledku smrti polského vojáka na litevské hranici. Polská vláda použila incident jako páku, aby přinutila Litvu obnovit diplomatické vztahy a anektovala přitom oblast Vilniusu. Baltická dohoda do vývoje krize nijak nezasáhla. Po tomto incidentu již bylo jasné, že v tvrdých podmínkách konce 30. let je poměrně subtilní strategie Baltické dohody, založená na diplomacii a poválečných idejích Společnosti národů, neúčinná. Okupovány byly všechny tři země až do roku 1991. Užší spolupráci baltské státy navázaly až po roce 1990, kdy se všem třem podařilo znovu si vydobýt svou suverenitu a nezávislost. Ovšem tentokrát krom vzájemné kooperace vsadily i na integraci do atlantických vojenských struktur, v oblasti politicko-kulturní pak zejména na spolupráci se severskými zeměmi (viz Seversko-baltická osmička).